# Toruński Festiwal Słów
Toruński Festiwal Słów (do 2022 roku Toruński Festiwal Książki) – festiwal literacki odbywający się od 1995 roku w Toruniu. Jest on organizowany przez Centrum Kultury Dwór Artusa i Miasto Toruń. W ramach festiwalu odbywają się: spotkania autorskie, warsztaty dla dzieci i młodzieży, panele dyskusyjne, pokazy filmowy, konkursy, koncerty, jarmark książki i Wolny Rynek Poetycki.
Na festiwalu pojawili się m.in. Katarzyna Bonda, Wojciech Burszta, Elżbieta Cherezińska, Janusz Głowacki, Manuela Gretkowska, Paweł Huelle, Jacek Hugo-Bader, Ignacy Karpowicz, Wojciech Kuczok, Sławomir Mrożek, Wiesław Myśliwski, Marian Pilot, prof. Wojciech Roszkowski, Michał Rusinek (2020), Bogusława Sochańska, Witold Szabłowski, Olga Tokarczuk, Michał Zabłocki.